# Límit d'Eddington

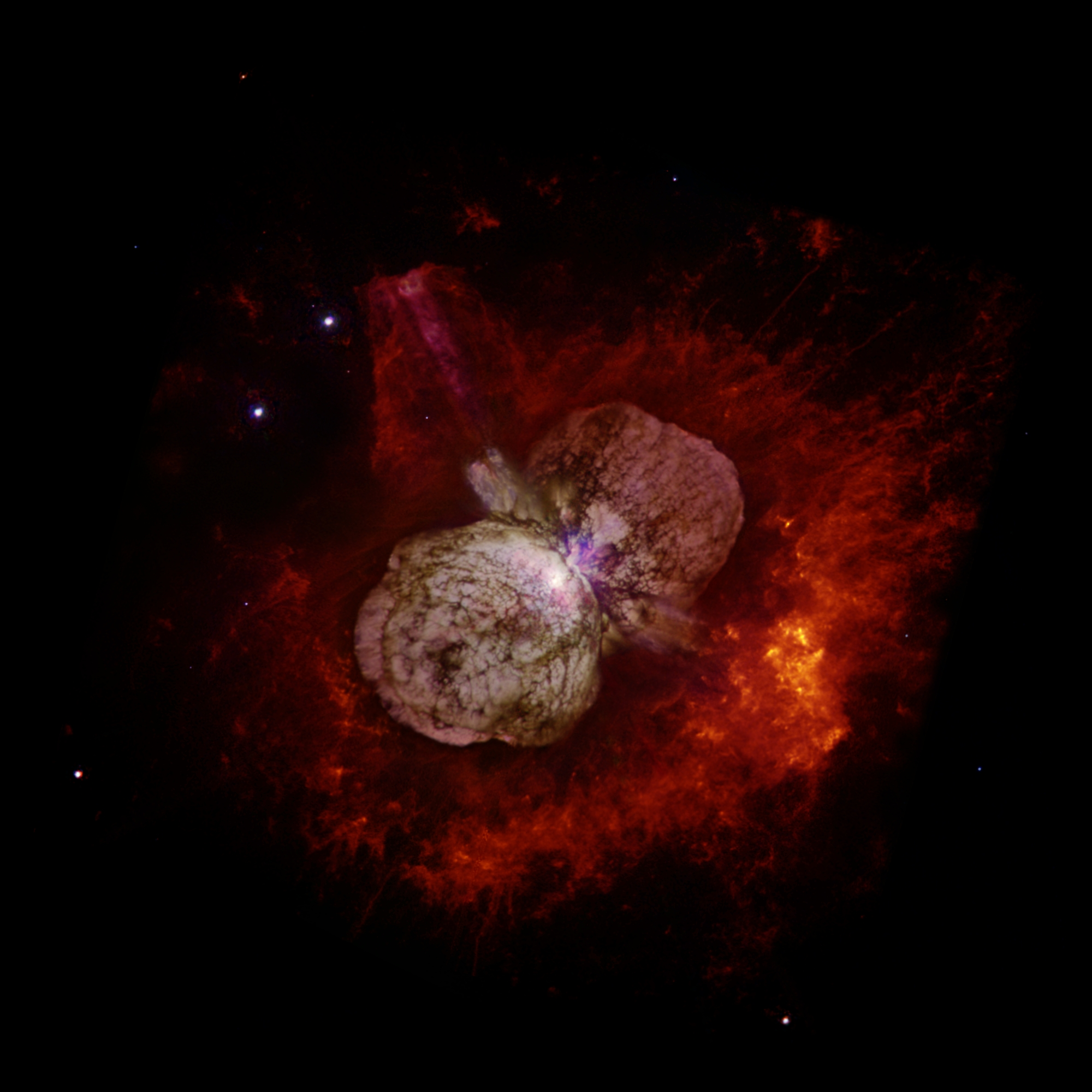
La nebulosa engendrada per l'explosió de l'estrella η Carinae pot ser el resultat d'un traspàs del límit d'Eddington

El límit d'Eddington, o lluminositat d'Eddington, és un valor màxim de lluminositat què pot passar a través d'una capa de gas en equilibri hidroestàtic, suposant una simetria esfèrica. Usant la relació massa-lluminositat es pot usar per establir límits a la massa màxima d'una estrella. Si la lluminositat d'una estrella excedeix la lluminositat d'Eddington d'una capa de la superfície estel·lar, la capa de gas és ejectada de l'estrella. Aquest fenomen s'anomena límit d'Eddington en honor de l'astrofísic britànic Sir Arthur Stanley Eddington qui va originar el concepte.

## Derivació
El límit s'obté establint la pressió de radiació cap a l'exterior igual a la força gravitacional cap a l'interior. Ambdues forces decreixen per la llei de la inversa del quadrat, per tant un cop s'ha aconseguit la igualtat, el flux hidrodinàmic és el mateix a tot l'estel.

## Manifestacions
Per la gran majoria de les estrelles, la pressió de radiació exercida sobre les partícules, que depèn de la seva superfície, està dominada per la gravetat que depèn de la seva massa. Les forces repulsives que empenyen l'esfondrament gravitacional de l'estrella són doncs d'ordre termodinàmic i les estrelles estan en equilibri hidroestàtic.
Tanmateix, les estrelles molt massives o en rotació ràpida poden arribar el límit d'Eddignton. Si mai una capa externa de l'estrella arriba a aquest límit, quedaria deslligada de l'estrella i es produiria una pèrdua d'aquesta massa de l'estrella, aquestes estrelles estan parcialment agrupades sota el terme genèric VLB variable lluminosa blava (LBV, luminous Blue Variable en anglès) considerades inestables.
L'estrella més massiva coneguda, LBV 1806-20 pertany a aquest grup. Encara no ha arribat al límit d'Eddington. Es creu que l'estrella VLB η Carinae és un exemple tipus del que passa en traspassar el límit d'Eddington.

## Expressió
Es considera que l'estrella és un cos amb simetria esfèrica, uniforme i isotrop, en equilibri. El gradient de pressió a l'estrella se suposa en equilibri hidroestàtic. Així:
{\displaystyle {\frac {\mathrm {d} P_{h}}{\mathrm {d} r}}\left(r\right)=-\rho g=-G{\frac {M\rho }{r^{2}}}}
amb Ph la pressió hidroestàtica, r la distància al centre de l'estrella, ρ la massa volúmica del gas de l'estrella, suposada uniforme, G la constant de gravitació.
La pressió de radiació, que s'exerceix en sentit oposat és: 
{\displaystyle {\frac {\mathrm {d} P_{r}}{\mathrm {d} r}}\left(r\right)=-{\frac {\sigma _{T}\rho }{m_{p}c}}{\frac {L}{4\pi r^{2}}}}
amb Pr la pressió de radiació, σT la secció eficaç de la difusió Compton per l'electró, L la lluminositat de l'estrella i mp la massa del protó. Aquestes dues pressions es compensen exactament, per definició, quan la lluminositat de l'estrella arriba al límit d'Eddington. : 
{\displaystyle L_{\mathrm {Edd} }=4\pi GMm_{\mathrm {p} }{\frac {c}{\sigma _{T}}}}
El valor exacte d'aquest límit depèn de la composició química de l'estrella, de les seves variacions i de la distribució de la matèria. Es pot, això no obstant, donar una fórmula aproximada sobre el Sol, on M és la massa de l'estella considerada :
{\displaystyle L_{\mathrm {Edd} }=3.3\times 10^{4}\left({\frac {M}{M_{\odot }}}\right)L_{\odot }}
amb les notacions usuals per la massa i la lluminositat solar.